# 17670 Liddell
17670 Liddell este o planetă minoră (asteroid) din centura de asteroizi. A fost descoperită pe 8 decembrie 1996 la Nihondaira Observatory⁠(d) de Takeshi Urata și a fost numită după Alice Liddell⁠(d). 
Obiectul prezintă o orbită caracterizată de o semiaxă mare de 2,7870496 UAi, o excentricitate de 0,08, o înclinație de 2,40671 ° în raport cu ecliptica.